# Museo de Tapices de la Seo de Zaragoza
El Museo de Tapices de la Seo de Zaragoza es un museo de tapices ubicado en el antiguo archivo de la Seo de Zaragoza. 
El Museo expone parte de la importante colección (actualmente se muestran 23), compuesta por 63 tapices de los siglos XV, XVI y XVII, tejidos en los famosos talleres europeos de Arrás, Tournai y Bruselas. Algunos paños fueron donados al Cabildo por arzobispos de Zaragoza como Alonso de Aragón o Andrés Santos, siendo algunos procedentes de las colecciones reales de los monarcas aragoneses.
El museo permite contemplar diversas épocas de evolución del arte del tapiz, por lo que se puede considerar una de las más releventes y completas colecciones en el ámbito internacional. El Museo tuvo su origen en 1932 y actualmente cuenta con tres salas de exposición permanente y una sala de depósitos. En el Museo se pueden contemplar además, varias piezas de orfebrería, pinturas, ornamentos sagrados, esculturas, etc. En un almacén o depósito ubicado en el mismo Museo se guardan el resto de los tapices de la colección, algunos de ellos aún sin restaurar.

## Los tapices

### Funciones
Los tapices de La Seo han servido a lo largo de los siglos para decorar los espacios públicos y privados y dotar de solemnidad a determinados actos civiles y religiosos como bodas o coronaciones. En concreto, está documentada la costumbre desde el siglo XV de colgar las telas en la catedral durante todo el año litúrgico, costumbre que se restringió posteriormente al monumento de Semana Santa práctica que se prolongó hasta la década de 1970.

## Series de tapices
Los tapices más antiguos presentes en el Museo corresponden a la serie de La Pasión, con dos tapices datados en el primer tercio del siglo XV: Misterios de la Pasión hasta la preparación en la Cruz también conocido como Historia de la Pasión, y La Crucifixión y la Resurrección. Estos paños siguen con fidelidad el llamado "estilo de Arrás", creado por el conocido centro licero de esta localidad francesa de la región de flandes, que produjo sus colgaduras en la primera mitad del siglo XV. 
De la segunda mitad del siglo XV datan otras tres series caracterizadas por su adscripción al "estilo de Tournai", por situarse en esta ciudad un importante taller flamenco al que se atribuye un ejemplar en La Seo: el tapiz de la Expedición de Bruto a Aquitania, conocido como el tapiz de Las Naves.
Las series más destacadas de la colección catedralicia de tapices, ordenadas cronológicamente, son:
- Serie La Pasión (paños franceses, estilo de Arrás, primer tercio del siglo XV):
  - Misterios de la Pasión hasta la preparación en la Cruz
  - La Crucifixión y la Resurrección.
- Serie Las Naves (taller de Tournai, segunda mitad del siglo XV): 
  - Expedición de Bruto a Aquitania o Las Naves.
- Serie Asuero y Ester (estilo de Tournai, segunda mitad del siglo XV): 
  - Banquete de Asuero
  - Exaltación de Ester al trono de Persia
  - Intriga de Aman.
- Serie La Exaltación de la Santa Cruz (estilo de Tournai, segunda mitad del siglo XV): 
  - Cautividad de la Santa Cruz
  - Exaltación de la Santa Cruz.
- Serie Historia de Jefté (estilo de Tournai, segunda mitad del siglo XV): 
  - Voto de Jefté.
- Serie Historia de San Juan Bautista (paños flamencos, taller de Bruselas, primera década del siglo XVI) 
  - El Bautista en el Jordán
  - Bautismo de Jesucristo
  - San Juan Bautista ante Herodes. Su prisión.
- Serie Historia de la Virgen (paños flamencos, primera mitad del siglo XVI): 
  - Exaltación de María Madre de Dios.
- Serie Jesucristo. Simbolismo bíblico y misterios de Mana (paños flamencos, primera mitad del siglo XVI): 
  - Glorificación de Jesucristo
  - Resurrección de Lázaro
- Serie Simbolismo bíblico (paños flamencos, primera mitad del siglo XVI): 
  - Presentación de Ester ante Asuero
  - Desposorios de San Joaquín y Santa Ana.
- Serie Historia de José (paños flamencos, primera mitad del siglo XVI): 
  - José vendido por sus hermanos en figura de Jesucristo vendido por Judas.
- Serie Guerra de Troya (paños flamencos, talleres de Bruselas, primera mitad del siglo XVI): 
  - Duelo de Paris y Menelao
  - Juicio de Paris
- Serie Historia de Troya (paños flamencos, escuela de Van Roome, primera mitad del siglo XVI): 
  - Matrimonio de Helena con Paris
  - Sacrificio de Agamenón
  - Discordias y celos
- Serie Historia de David y Betsabé (paños flamencos, escuela de Van Roome, primera mitad del siglo XVI): 
  - David recibe a Betsabé
  - Coronación de Betsabé por Salomón
- Serie Vicios y Virtudes (paños flamencos, escuela de Van Roome, primera mitad del siglo XVI): 
  - El pecado original y sus consecuencias en la vida del hombre
  - Los pecados capitales
  - Juicio Final[5]
- Serie Historia de Moisés (paños flamencos, segunda mitad del siglo XVI): 
  - Moisés sacado del Nilo
  - Moisés entregado a su propia madre
  - Moisés devuelto a la princesa
  - Moisés niño quita la corona al Faraón
  - Moisés defiende a las hijas de Jethro
  - Moisés presentado a Jethro por una de sus hijas. 
  - Matrimonio de Moisés con Sófora
  - Moisés en el Horeb.
- Serie Zodíaco (paños flamencos, segunda mitad del siglo XVI): 
  - Moisés pisa la corona. Signo Acuario
  - Pretexto. Signo Piscís
  - Alejandro y los persas. Signo Aries
  - El sueño de Alcides. Signo Tauro
  - Venus y Adonis. Signo Géminis
  - Curio Dentato. Signo Cáncer
  - El centauro Quirón. Signo Leo
  - Gobierno de José en Egipto. Signo Virgo
  - Hércules da muerte al dragón. Signo Libra
  - El tesoro de César. Signo Escorpión
  - Tobías, ciego da consejos a su hijo. Signo Sagitario
  - Jacob, moribundo, bendice a los hijos de José: Efraín y Manases. Signo Capricornio.
- Serie Historia de Débora (paños flamencos, segunda mitad del siglo XVI): 
  - Débora recibe a Barac
  - Débora armada para el combate.
- Serie Historia de Constantino (siglo XVII): 
  - Pretoriano Romano
  - Nerón y Popea
  - Constantino ante Galerio
  - Batalla del Puente Milvio
  - Coronación de la esposa de Constantino
- Serie Apoteosis de Baco (siglo XVII): Apoteosis de Baco.
- Dos tapices heráldicos (siglo XVI) con el escudo del Duque de Calabria.